# Mills Mess

Mills Mess mit drei Bällen: Die drei Bälle folgen der „Acht“ des blauen Balles.

Der Mills Mess (engl. für Mills-Durcheinander, benannt nach dem Jongleur Steve Mills) ist ein Jongliermuster, das meist mit drei Bällen geworfen wird, aber technisch mit einer beliebigen (geraden oder ungeraden) Anzahl von Gegenständen jongliert werden kann. Der Mills Mess wird zum Teil auch als Blizzard oder im englischen Sprachraum, aufgrund einer Anregung des Namensgebers Mills, als Double Lubman (doppelter Lubman) bezeichnet.
Das Dreiballmuster beruht darauf, dass ein bestimmter Ball in der Form einer liegenden „Acht“ (jeweils von außen nach innen) geworfen wird und die übrigen Bälle der Flugbahn des ersten Balles folgen. In der Dreiballvariante hat jeder Ball seine eigene Bahn, die er immer wieder verfolgt. Die Bahnen der einzelnen Bälle bleiben fest einem Ball zugeordnet, ohne dass ein Ball die Bahn mit einem anderen Ball vertauscht. So wird z. B. ein Ball auf der rechten Seite mit der linken Hand geworfen und auf der linken Seite mit der rechten Hand gefangen und umgekehrt.

Mills Mess mit vier Bällen

In Varianten mit mehr als drei Bällen folgen weiterhin mehrere Bälle einander in der Form einer Acht. Allerdings wechselt die "Rolle" der einzelnen Bälle, so dass jeder Ball manchmal in der Flugbahn voranfliegt und manchmal dem/den anderen Ball/Bällen nachfolgt.
Dabei wird teilweise mit überkreuzten Armen jongliert und die Position der Arme ständig verändert; einmal ist der rechte, dann wieder der linke Arm oben/unten. Die Bälle werden zum Teil mit überkreuzten Armen geworfen wie auch gefangen.
Als Siteswap notiert beschreibt der Mills Mess eine „3“ und unterscheidet sich somit nicht von einer Kaskade. Prinzipiell lässt sich aber jedes Siteswap als Mills Mess werfen. Ein beliebter Trick ist auch der Mills Mess mit vier Bällen.

## Varianten
Eine Variante (vor allem mit Keulen) ist es, während des Jonglierens den Körper hin und her zu drehen. Damit ist es möglich, die drei Keulen an fünf Positionen als Säulen zu werfen. Dabei bleibt die mittlere Keule an ihrer Position und die beiden anderen werden von links nach rechts und wieder zurück „getragen“, um auf der jeweiligen Seite in einer Säule geworfen zu werden.
Eine weitere Variante ist der Boston Mess, bei dem jeder Ball (jede Keule) immer an derselben Stelle nebeneinander auf und ab fliegt und nur die Hände darunter sich wie beim Mills Mess kreuzen.

## Einzelnachweis
1. ↑  Adrian Voßkühler: Jonglieren. Vom Anfänger zum Könner. Rowohlt, Hamburg 1994, ISBN 978-3-49919-434-4